# ホワイト森山
ホワイト森山（ホワイトもりやま、1978年9月30日 - ）は、日本のプロレスラー、総合格闘家、Webデザイナー、ディレクター。本名：森山 大（もりやま はじめ）。

## 経歴
- 2002年12月8日、DEEPディファ有明大会で森山大として対市川喜栄戦で総合格闘技デビュー。
- 2003年4月20日、KAIENTAI DOJOディファ有明大会の対真霜拳號戦でプロレスデビュー。
- 2006年1月、腰椎椎間板の損傷と頸椎椎間板ヘルニアにより引退。
- 2007年10月20日、フーテン・プロモーションラゾーナ川崎プラザソル大会の対吉川祐太戦で再デビュー。
- 2008年2月、フーテンに入団して池田大輔に肌の白さからリングネームをホワイト森山に改名させられる。
- 2011年1月30日、フーテンラゾーナ川崎プラザソル大会で引退試合が行われた。
- 2020年9月24日、プロレスリングHEAT-UPYouTube配信大会で復帰戦が行われた。

## 戦績
| 総合格闘技 戦績 | 総合格闘技 戦績 | 総合格闘技 戦績 | 総合格闘技 戦績 | 総合格闘技 戦績 | 総合格闘技 戦績 | 総合格闘技 戦績 |
| --------------- | --------------- | --------------- | --------------- | --------------- | --------------- | --------------- |
| 6 試合          | (T)KO           | 一本            | 判定            | その他          | 引き分け        | 無効試合        |
| 2 勝            | 0               | 0               | 2               | 0               | 0               | 0               |
| 4 敗            | 2               | 1               | 1               | 0               | 0               | 0               |

| 勝敗 | 対戦相手   | 試合結果                   | 大会名                                                                                    | 開催年月日     |
| ×    | 岩見谷智義 | 2R 3:35 チョークスリーパー | club DEEP 東京 & フューチャーキングトーナメント全国大会                                   | 2008年1月14日  |
| ×    | 村山暁洋   | 2R 1:56 TKO（タオル投入）  | DEMOLITION                                                                                | 2004年7月11日  |
| ×    | 鈴木雅史   | 5分2R終了 判定0-3          | DEMOLITION                                                                                | 2003年10月25日 |
| ×    | 藤沼弘秀   | 1R 2:22 TKO（タオル投入）  | DEEP2001 7th IMPACT in DIFFER ARIAKE 【フューチャーキングトーナメント 82kg以下級 決勝】   | 2002年12月8日  |
| ○    | 中村大介   | 5分2R終了 判定3-0          | DEEP2001 7th IMPACT in DIFFER ARIAKE 【フューチャーキングトーナメント 82kg以下級 準決勝】 | 2002年12月8日  |
| ○    | 市川喜栄   | 5分2R終了 判定3-0          | DEEP2001 7th IMPACT in DIFFER ARIAKE 【フューチャーキングトーナメント 82kg以下級 1回戦】  | 2002年12月8日  |

## 得意技
裏投げ
バズソーキック
仰向けになった相手の上半身を起こして相手の左側頭部を振り抜いた右足の甲で蹴り飛ばす。
各種キック

## タイトル歴
U-FILE SPECIAL
- STYLE-G重量級トーナメント優勝

プロレスリングHEAT-UP
- HEAT-UPオールラウンド王座